# Agence locale de mobilité
Pour les articles homonymes, voir ALM.
 (mai 2023).
Si vous disposez d'ouvrages ou d'articles de référence ou si vous connaissez des sites web de qualité traitant du thème abordé ici, merci de compléter l'article en donnant les références utiles à sa vérifiabilité et en les liant à la section « Notes et références ».
Une agence locale de mobilité (ALM) est un organisme chargé de venir en aide aux particuliers ou aux entreprises souhaitant améliorer leur mobilité, qu'elle soit professionnelle ou privée. Il existe notamment une ALM gérée par l'ARENE en Île-de-France.
L'un des objectifs de ces agences est de réduire l'empreinte écologique induite par les déplacements de chacun.